# Ойос, Китти де
Мария Кристина Гуадалупе Вега Ойос, более известная как Китти де Ойос исп. María Cristina Guadalupe Vega Hoyos, mas conocido como Kitty de Hoyos (8 февраля 1941, Мехико, Мексика — 28 декабря 1999, там же) — мексиканская актриса.

## Биография
Родилась 8 февраля 1941 года в Мехико в семье Эктора Веги и Марии Борингуэн Ойос. В мексиканском кинематографе дебютировала в 1954 году и с тех пор снялась в 51 работе в кино и телесериалах. Актриса являлась одной из первых, кто снялся обнажённой в мексиканском кинематографе. Актрису в шутку называли Мэрилин Монро мексиканского кинематографа.
Скончалась 28 декабря 1999 года в Мехико от колоректорального рака, метастазов в лимфатические узлы и отказа печени. Кремирована в крематории, расположенного на территории кладбища Пантеон. Местонахождение урны с прахом неизвестно.

## Личная жизнь
Китти де Ойос вышла замуж за Хуана Габриэля Торреса Ланду  и родила двоих детей, однако личная жизнь не сложилась и супруги развелись. У детей актрисы родились двое внуков: Диего Амосурьутия (1990) и Иван Амосурьуттия (1993) — оба внука пошли по стопам своей бабушки.

## Фильмография

### Телесериалы
| Название телесериала | Роль |
| -------------------- | ---- |
|                      |      |

### Фильмы
| Название фильма | Роль |
| --------------- | ---- |
|                 |      |